# 여의금고봉
여의금고봉 또는 금고봉은 서유기의 손오공이 사용하는 무기로, 흔히 여의봉 이라고 하나 중국에선 금고봉으로 불린다. 모습은 검은 오금으로 만들어진 봉에 끝에 번쩍이는 금테가 둘려있고 봉부분에는 금으로 <如意金箍棒 重 一萬三千五百斤>이라는 글씨가 한줄로 씌어져 있고 무게는 13,500근이다. 신진철이라는 금속으로 만들어졌으며 또한 늘리거나 줄이는 등 크기와 모습을 바꿀수 있으며, 본래 황하을 다스리는 우왕과 반고가 사용했다고 한다. 그러나 손오공이 동해의 용왕에게서 얻었다고 한다. 원래 여의봉은 무기 용도가 아니라 바다 한가운데의 기둥이었는데 그걸 손오공이 자기 마음대로 뜯어가서 사용하고 있다. 본래 태상노군이 만들었다가 반고가 땅을 다질때 사용했으며 우왕은 강, 또는 바다의 깊이를 가늠할때 썼다가 바다 한가운데 박혀있었다. 언제부턴가 손오공을 기다리는지 빛을 뿜어대었으며 손오공이 동해용왕에게 무기로 갑질하다 용왕이 이 거대한 쇠기둥을 보여주었지만 커다란 쇠기둥을 봉마냥 휘두르긴 손오공도 아니다 싶었는지 너무 크다고 불평하다 여의봉이 손오공이 원하는데로 줄어들자 기뻐하며 무기로 사용하는것이다. 여의봉은 천하정저신진철 또는 정해신침이라 불리기도 한다. 부서지거나 흠이 나지 않으며 스치기만 해도 살이 벗겨지고 힘줄이 끊어지며 제대로 맞으면 한대만 맞아도 온몸이 으깨져 죽을지도 모른다. 손오공은 여의봉을 바늘 크기로 만들어 귀에 넣어다닌다. 

## 같이 보기
- 현장법사
- 서유기